# Schatjes op zolder
Schatjes op zolder is het 134ste stripverhaal van De Kiekeboes. Dit album voor de reeks van Merho werd door striptekenaar Kristof Fagard getekend en geïnkt. Het album verscheen op 14 november 2012. Er staan twee kortere verhalen in uit de periode 1992-1993 die al eerder waren verschenen, zij het niet in de officiële reeks. Dit gebeurde al eerder in In tweevoud en Kort en bondig.

## Verhaal

### De naakte waarheid
Een erg preutse, rijke oom van Charlotte komt op bezoek, net nu Fanny (naakt) in het magazine Playfair staat. De familie wil vermijden dat ze onterfd worden en daarom proberen ze wanhopig alle exemplaren van het blad te laten verdwijnen.

### De grotten van Ann
Marcel heeft nog maar net vakantie of hij moet van Van de Kasseien in zijn plaats op weekend naar de Ardennen. Maar dan blijkt daar een oude bekende van Van de Kasseien te zijn en die gelooft niet dat het Van de Kasseien is. Van Der Neffe duikt vervolgens op als instructeur, en die herkent Marcel natuurlijk meteen.

## Achtergronden bij het verhaal
- De titel is een woordspeling op het televisieprogramma Schatten op zolder.
- Het magazine Playfair is een samenstelling van twee bladen, Playboy en Mayfair en een woordspeling op de term fairplay (eerlijk spel).
- Oom Felix zegt op een gegeven moment 'Paters van vader op zoon!'. Paters mogen uiteraard geen kinderen krijgen.
- De grotten van Ann is een woordspeling op de Grotten van Han. Het verhaal zelf was gebaseerd op een krantenartikel dat Merho ooit had gelezen over een man die zijn vrouw jarenlang van de buitenwereld verborgen had gehouden met de smoes dat er een nucleaire ramp was uitgebroken.